# 663 Dywizjon Samolotów Artylerii
663 Dywizjon Samolotów Artylerii (663 DSA; ang. 663rd Polish Air Observation Post Squadron; pol. 663 Polski Szwadron Powietrznych Punktów Obserwacyjnych) – pododdział lotnictwa wojsk lądowych Polskich Sił Zbrojnych.

## Historia

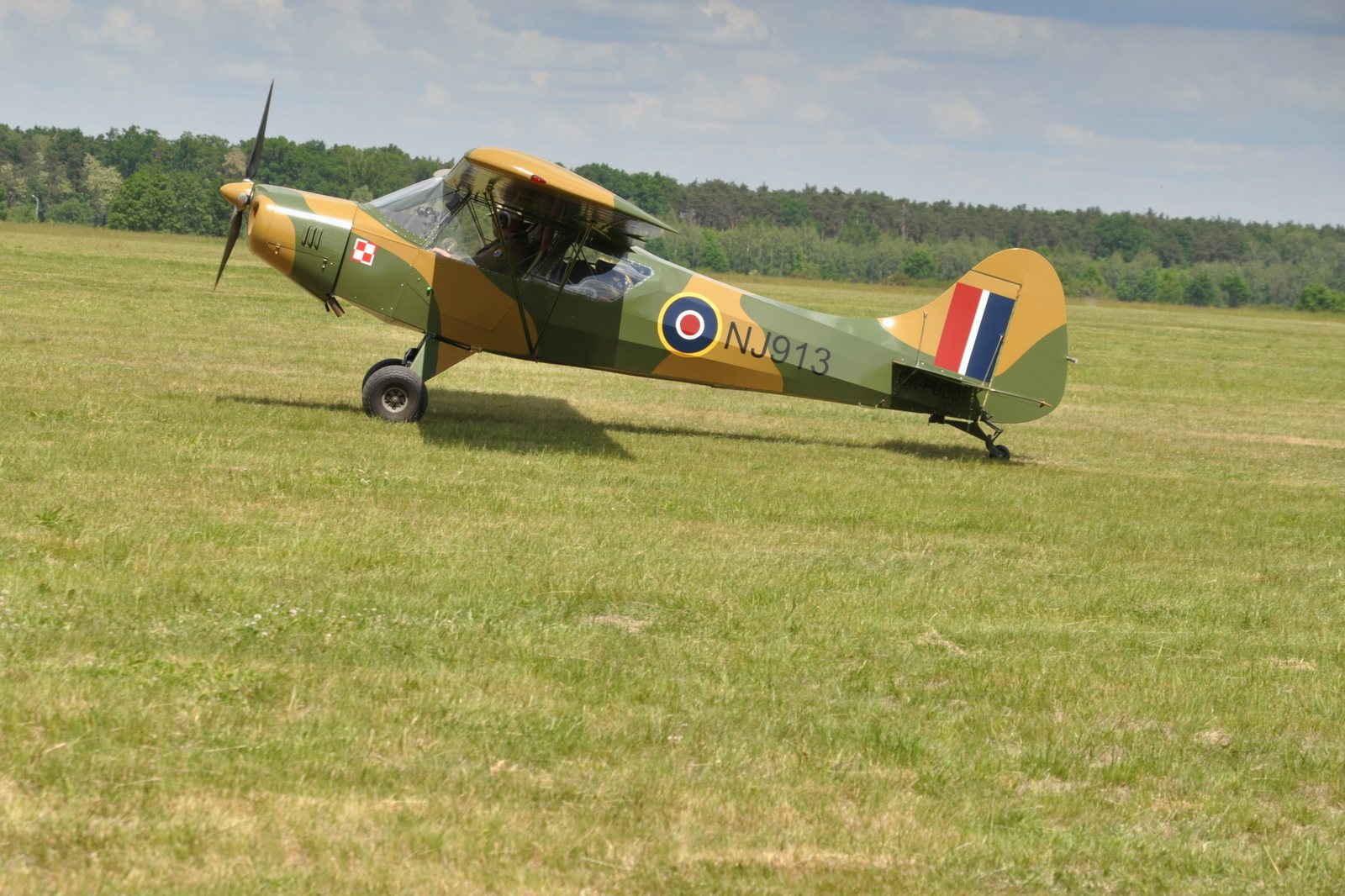
Samolot w barwach 663 Dywizjonu Samolotów Artylerii II Korpusu Polskiego we Włoszech w 1945 r. (foto z 2012 r.)

Za datę powstania 663 Dywizjonu Samolotów Artylerii uznano 8 września 1944 roku, gdy piloci i personel obsługi naziemnej znaleźli się razem na lotnisku Ebola 30 kilometrów na południowy wschód od Salerno.
Decyzja o sformowaniu jednostki podjęta została na przełomie maja i czerwca 1944 roku. Z każdego pułku artylerii 2 Korpusu Polskiego wytypowano po dwóch oficerów, którzy skierowani zostali do Kairu na badania lekarskie, a następnie do Pretorii w Republice Południowej Afryki. Na początku lipca grupa oficerów artylerii rozpoczęła szkolenie w zakresie pilotażu i obserwacji artyleryjskiej z powietrza, w 62 Szkole Lotniczej w miejscowości Bloemfontein. 18 października szkolenie ukończyło 18 oficerów. 
23 grudnia 1944 roku pododdział podporządkowany został dowódcy 15 Grupy Armii i przebazowany do strefy przyfrontowej w okolice Forli. 
8 stycznia 1945 roku Dywizjon osiągnął gotowość bojową i jego piloci wykonali pierwsze loty operacyjne na korzyść brytyjskiego V Korpusu 8 Armii. Od lutego Eskadra "A" współpracowała także z partyzantką włoską.
13 lutego 1945 roku pododdział podporządkowany został dowódcy artylerii 2 KP, gen. bryg. Romanowi Odzierzyńskiemu. W kwietniu tego roku poszczególne eskadry współpracowały z artylerią II KP w bitwie o Bolonię (Eskadra "A" przydzielona została do 3 DSK, Eskadra "B" – 5 KDP, a Eskadra "C" – 2 GA). Ostatni lot bojowy samoloty Dywizjonu wykonały 25 kwietnia.
19 października 1946 roku jednostka została rozformowana.

## Personel latający dywizjonu
8 września 1944 roku personel latający dywizjonu liczył 22 oficerów artylerii.
- dowódca – mjr dypl. art. pil. Edward Pawlikowski
- zastępca dowódcy – kpt. art. pil. Ruszczyc
- dowódca Eskadry "A" – kpt. art. pil. Kijowski
- dowódca Eskadry "B" – kpt. art. pil. Filipowicz
- dowódca Eskadry "C" – kpt. art. pil. Laskowski
- pilot – por. art. pil. F. Perucki (ciężko ranny 14 IV 1945)
- pilot – por. art. pil. Melis
- pilot – por. art. pil. Adam Nowotny
- pilot – por. art. pil. Sławomir Grodzicki (zginął 14 IV 1945)
- pilot – por. art. pil. Stanisław Murzynowski
- pilot – por. art. pil. Stanisław Wasilewski (kontuzjowany 28 II 1945)
- pilot – por. art. pil. Kuźmiński
- pilot – por. art. pil. Okomicki
- pilot – por. art. pil. Jaczek
- pilot – por. art. pil. Leluch
- pilot – por. art. pil. Oleśnicki
- pilot – por. art. pil. Kołaczkowski
- pilot – por. art. pil. Dyle
- pilot – por. art. pil. Piotrowski
- pilot – por. art. pil. Opioła
- pilot – por. art. pil. Perypeczko
- pilot – por. art. pil. Bogucki

Obsada dywizjonu w dniu 31 stycznia 1945 roku
Dowództwo
- dowódca dywizjonu – mjr dypl. art. pil. Edward Pawlikowski
- zastępca dowódcy – kpt. art. pil. Bohdan Ruszczyc
- adiutant – por. pil. S. Reicher
- oficer techniczny – ppor. pil. R. J. Truch
- oficer – ppor. rez. art. pil. Bolesław Kuźmiński
- sekcja fotograficzna – por. pil. obserwator W. Czupryk

Eskadra "A"
- dowódca eskadry – por. art. pil. Adam Kijowski
- dowódca sekcji A 1 – por. art. pil. Felicjan Perucki
- dowódca sekcji A 2 – ppor. art. pil. Stanisław Jączek
- dowódca sekcji A 3 – por. art. pil. Stanisław Wasilewski
- dowódca sekcji A 4 – ppor. art. pil. Marian Stelnicki

Eskadra "B"
- dowódca eskadry – por. art. pil. Ronald Filipowicz
- dowódca sekcji B 1 – por. art. pil. Jan Hryniewicz
- dowódca sekcji B 2 – por. art. pil. Stanisław Murzynowski
- dowódca sekcji B 3 – por. art. pil. Sławomir Grodzicki
- dowódca sekcji B 4 – ppor. art. pil. Adam Nowotny

Eskadra "C"
- dowódca eskadry – por. art. pil. Seweryn Laskowski
- dowódca sekcji C 1 – por. art. pil. Mieczysław Okornicki
- dowódca sekcji C 2 – ppor. art. pil. Jan Paśnicki
- dowódca sekcji C 3 – ppor. art. pil. Stanisław Piotrowski
- dowódca sekcji C 4 – ppor. art. pil. Emil Skulski

W okresie szkolenia dowódcą jednostki z ramienia RAF był mjr W. E. Wright.
Obsada personalna jednostki nie uległa zmianom do czasu bitwy o Bolonię, w kwietniu 1945 roku.

## Odznaka dywizjonu
Godłem dywizjonu był orzeł w locie trzymający w szponach pocisk armatni na tle lotniczej szachownicy z napisem 663 DSA pod pociskiem.

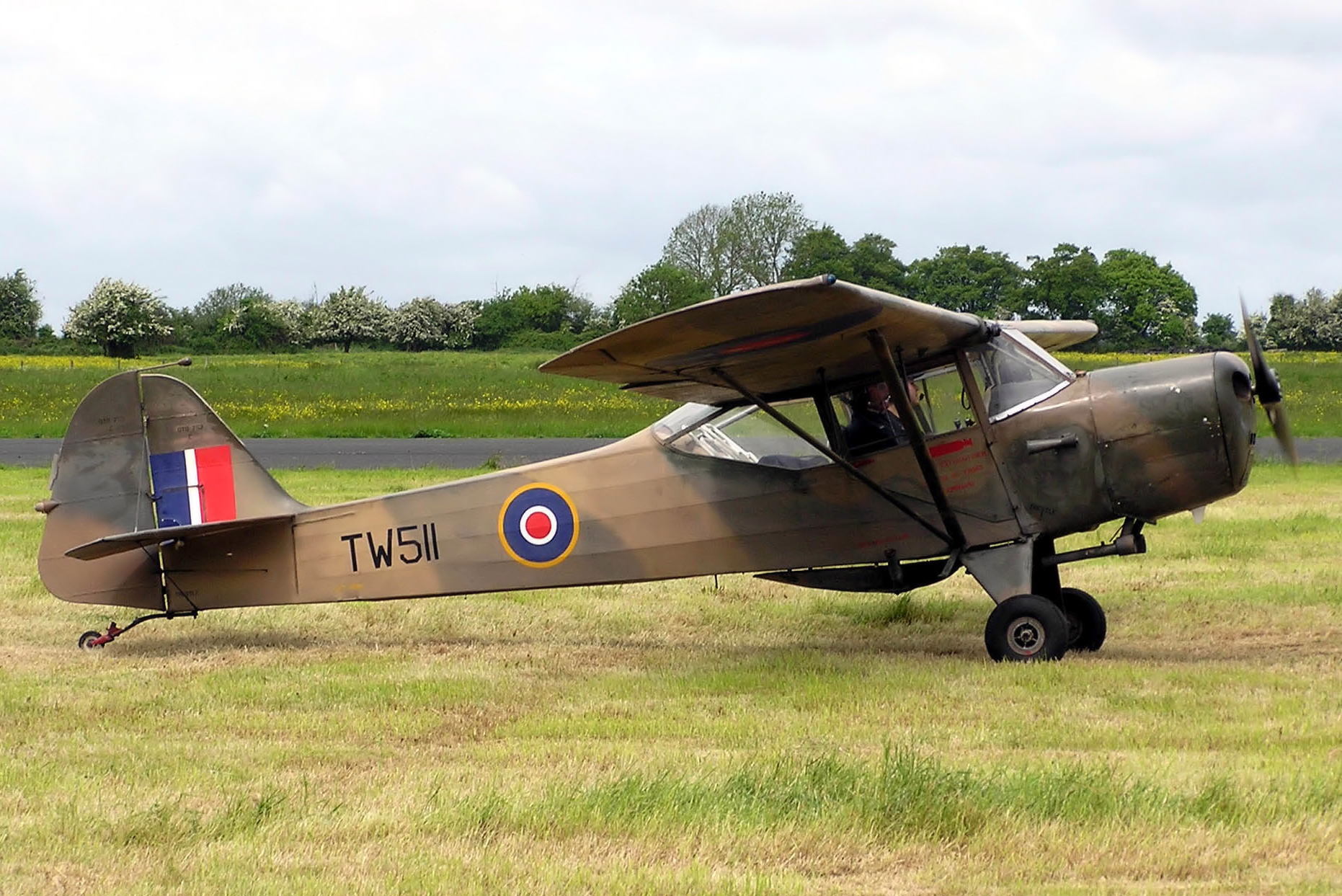
Auster Mk V

## Uzbrojenie
- British Taylorcraft Auster Mk–III – od 8 września 1944
- British Taylorcraft Auster Mk–V – od 1 stycznia 1945
- British Taylorcraft Auster Mk–IV – od 10 marca 1945

## Lotniska bazowania
- od 8 września 1944 – Ebola
- od 14 grudnia 1944 – Pontecorvino
- od 3 stycznia 1945 – Meldola
- od 1 kwietnia 1945 – Imola
- maj – październik 1946 – Porto San Giorgio, Lago di Garba, Monza, Treviso

## Wysiłek bojowy
W okresie od 8 września 1944 do 8 maja 1945
| Operacje bojowe dywizjonu 663 |       |
| Rok                           | 1945  |
| samoloto-zadań                | 530   |
| godzin lotu                   | 1 020 |

Straty własne
| Rok       | 1945                                          | 1945                              | Razem |
| --------- | --------------------------------------------- | --------------------------------- | ----- |
| Miesiąc   | Luty                                          | Kwiecień                          | Razem |
| Polegli   | –                                             | por. art. pil. Sławomir Grodzicki | 1     |
| Ranni     | por. art. pil. Stanisław Wasilewski (wypadek) | por. art. pil. F. Perucki         | 2     |
| W niewoli | –                                             | –                                 | 0     |